# Rhypopteryx perspicua
Rhypopteryx perspicua är en fjärilsart som beskrevs av Erich Martin Hering 1928. Rhypopteryx perspicua ingår i släktet Rhypopteryx och familjen tofsspinnare. Inga underarter finns listade.